# Skala porostowa
Skala porostowa – skala, za pomocą której, poprzez obserwację typów plech porostów rosnących na korze drzew liściastych, można ocenić poziom zanieczyszczenia powietrza na danym terenie. Porosty pełnią tu rolę gatunku wskaźnikowego (bioindykatora). Opracowana została przez Davida Hawkswotha i Francisa Rose'a w 1970 r. Do polskich warunków skalę opracował Józef Kiszka w 1990 r., a zmodernizowała Urszula Bielczyk w 2001 r.

## Skala porostowa
- Strefa I: Bezwzględna pustynia bezporostowa – obszar, na którym nie występują porosty listkowate i krzaczkowate, będące dobrymi bioindykatorami czystości powietrza. Brak także porostów nadrzewnych, nawet skorupiastych; co najwyżej występują jednokomórkowe glony tworzące zielone lub brunatne naloty na korze drzew. Obejmuje centra miast, wysypiska śmieci, tereny wokół ośrodków przemysłowych i przy drogach o intensywnym ruchu samochodowym. Przyczyną jest duża emisja dwutlenku siarki oraz mała wilgotność powietrza.
- Strefa II: Względna pustynia bezporostowa – o bardzo silnym zanieczyszczeniu powietrza. Występują tylko najodporniejsze porosty skorupiaste lub proszkowate, np. misecznica proszkowata (Lecanora conizaeoides) oraz liszajce (Lepraria sp.).
- Strefa III: Wewnętrzna strefa osłabionej wegetacji – o silnie zanieczyszczonym powietrzu. Mogą występować niektóre porosty drobnolistkowate, np. paznokietnik ostrygowy (Hypocenomyce scalaris), obrost wzniesiony (Physcia adscendens), złotorost postrzępiony (Xanthoria candelaria).
- Strefa IV: Środkowa strefa osłabionej wegetacji – o średnio zanieczyszczonym powietrzu. Występują porosty listkowate, pojawiają się niektóre porosty krzaczkowate. Występują tu m.in.: pustułka pęcherzykowata (Hypogymnia psysodes), tarczownica bruzdkowana (Parmelia sulcata).
- Strefa V: Zewnętrzna strefa osłabionej wegetacji – o względnie mało zanieczyszczonym powietrzu. Porosty listkowate zajmują już duże powierzchnie, coraz częściej też występują porosty krzaczkowate. Przykłady gatunków: mąkla tarniowa (Evernia prunastri), mąklik otrębiasty (Pseudevernia furfuracea), zdarzają się odnożyce (Ramalina spp.), ale ich plechy są zdeformowane i słabo wykształcone.
- Strefa VI: Wewnętrzna strefa normalnej wegetacji – o nieznacznym zanieczyszczeniu powietrza. Występują wrażliwe na zanieczyszczenia porosty skorupiaste, listkowate i krzaczaste, a także niektóre nitkowate, np. włostka brązowa (Bryoria fuscescens), brodaczka kępkowa (Usnea hirta), płucnik modry (Platismatia glauca). Są też porosty rosnące w strefie V, ale tutaj są dobrze rozwinięte.
- Strefa VII: Typowa strefa normalnej wegetacji – powietrze czyste lub co najwyżej minimalnie skażone. Flora porostów bogata, występują także gatunki bardzo wrażliwe z rodzajów: włostka (Bryoria), brodaczka (Usnea), pawężniczka (Nephroma), granicznik (Lobaria).

## Przykłady
| Strefa | Zdjęcia                 | Zdjęcia                 | Stężenie μg SO2/m³ | Opis                                                                            |
| I      | Goła kora               | Glony na korze          | >170               | - Brak porostów nadrzewnych - Występowanie: duże miasta i ośrodki przemysłowe   |
| II     | Misecznica proszkowata  | Liszajec szary          | 170 – 100          | - Porosty skorupkowe i proszkowate - Występowanie: miasta i ośrodki przemysłowe |
| III    | Paznokietnik ostrygowy  | Złotorost ścienny       | 100 – 70           | - Występowanie: parki, lasy na obrzeżach miast                                  |
| IV     | Pustułka pęcherzykowata | Tarczownica bruzdkowana | 70 – 50            | - Występowanie: lasy w pobliżu miast i ośrodków przemysłowych                   |
| V      | Mąklik otrębiasty       | Mąkla tarniowa          | 50 – 40            | - Występowanie: duże lasy                                                       |
| VI     | Brodaczka zwyczajna     | Płucnik modry           | 40 – 30            | - Występowanie: rozległe lasy z dala od miast i ruchliwych dróg                 |
| VII    | Granicznik płucnik      | Odnożyca jesionowa      | <30                | - Występowanie: nieliczne obszary w Polsce                                      |